# Éric Sadin
Éric Sadin, nacido el 3 de septiembre de 1973, es un escritor y filósofo francés, conocido principalmente por sus escritos tecnocríticos.

## Biografía
En 1999 funda la revista éc/arteS, dedicada a las prácticas artísticas y a las nuevas tecnologías. Comienza a darse a conocer con la publicación en 2009 del libro Surveillance globale. Enquête sur les nouvelles formes de contrôle.
Es colaborador habitual del Instituto de Estudios Políticos de París e interviene en numerosas universidades y centros de investigación en Europa, en América del Norte y en Asia. 
Ha sido también profesor en la Escuela Superior de Arte de Tolón, y profesor invitado al ECAL de Lausana y a la universidad de arte IAMAS, en Ōgaki (Japón).
El título de su obra La Inteligencia artificial o el envite del siglo es una referencia a La Técnica o el Envite del siglo de Jacques Ellul.

## Obra

### En francés
Ensayos (selección)
- Times of the Signs : Communication and Information: A Visual Analysis of New Urban Spaces, Birkhäuser, 2007
- Surveillance globale. climats. Flammarion. 2009.
- La société de l'anticipation. Essais. Inculte. 2011.
- L'Humanité augmentée. Pour en finir avec. L'Échappée. 2013.
- La vie algorithmique. Pour en finir avec. L'Échappée. Febrero  de 2015.
- La silicolonisation du monde. Pour en finir avec. L'échappée. 2016.
- L’Intelligence artificielle ou l’enjeu du siècle. Pour en finir avec. L'Échappée. Octubre 2018.
- L'Ère de l'individu tyran. La fin d'un monde commun. Éditions Grasset. Octubre 2020.

Poesía
- Tokyo, P.O.L. 2005
- Globale Paranoïa. Les grands soirs. Les Petits matins. 2009.
- Les quatre couleurs de l'Apocalypse. Fictions. Inculte. 2011.
- Softlove. Galaade éditions. 2014.

### Traducida al español
- La inteligencia artificial o el desafío del siglo. Anatomía de un antihumanismo radical. Editorial Caja Negra (2020). Traducido por Margarita Martínez.
- La silicolonización del mundo. La irresistible expansión del liberalismo digital. Editorial Caja Negra (2018).Traducido por Margarita Martínez.
- La humanidad aumentada. La administración digital del mundo. Editorial Caja Negra (2017). Traducido por Javier Blanco y Cecilia Paccazochi.
- La era del individuo tirano. El fin de un mundo común. Editorial Caja Negra (2022). Traducido por Margarita Martínez.
- La vida espectral. Pensar la era del metaverso y las inteligencias artificiales generativas. Editorial Caja Negra (2024). Traducido por Margarita Martínez. Colección: Futuros Próximos.